# 拜尔凯什德
拜尔凯什德，是匈牙利巴兰尼亚州所辖的一个村。总面积19.04平方公里，总人口863，人口密度45.3人/平方公里（2011年1月1日）。